# Hồng An, Hưng Hà
Hồng An là một xã cũ thuộc huyện Hưng Hà, tỉnh Thái Bình, Việt Nam.
Xã Hồng An có diện tích 8,49 km², dân số năm 1999 là 8517 người, mật độ dân số đạt 1003 người/km².
Theo Nghị quyết số 1664/NQ-UBTVQH15 tháng 6 năm 2025, sáp nhập toàn tỉnh Thái Bình vào tỉnh Hưng Yên. Hợp nhất toàn bộ diện tích tự nhiên và dân số của 3 xã thuộc huyện Hưng Hà là Minh Tân, Độc Lập và Hồng An thành xã mới Lê Quý Đôn thuộc huyện Hưng Hà tỉnh Hưng Yên.